# Dubraucy
Dubrawce (biał. Дубраўцы, Dubraucy) – wieś położona na Białorusi, w rejonie kamienieckim obwodu brzeskiego. Miejscowość wchodzi w skład sielsowietu Wierzchowice, a do 11 grudnia 2012 roku wieś należała do sielsowietu Kalenkowicze.